# Dominic Oduro
Dominic Oduro (ur. 13 sierpnia 1985 w Akrze) – ghański piłkarz grający na pozycji napastnika w klubie Charlotte Independence.